# Roudnice nad Labem
Roudnice nad Labem (tjekkisk udtale: [ˈroudɲɪtsɛ ˈnad labɛm] ; tysk: Raudnitz an der Elbe) er en by i distriktet Litoměřice i regionen Ústí nad Labem i Tjekkiet med omkring 13.000 indbyggere. Den historiske bymidte er velbevaret og er beskyttet ved lov som en urban monumentzone.
Elben krydses i Roudnice nad Labem af en stålbro fra tidligt i det 20. århundrede. Dens middelalderlige forgænger var den tredjeældste stenbro i Bøhmen (efter Prag og Písek) og den første bro, der forbandt begge flodens bredder. Roudnice nad Labem har et slot af senromansk oprindelse, nu rekonstrueret i barokstil.
Landsbyen Podlusky er en administrativ del af Roudnice nad Labem.

## Etymologi
De oprindelige navne Rúdnik og Rúdnica kommer sandsynligvis fra jernvandet fra en nærliggende kilde (ruda = "malm").

## Geografi
Roudnice nad Labem ligger omkring 15 km sydøst for Litoměřice og 37 km nord for Prag. Det ligger på Nedre Eger sletten, i Polabí-lavlandet. Det højeste punkt er på bakken Hostěraz på 265 meter over havets overflade. Byen ligger på venstre bred af floden Elben, som danner den nordlige kommunegrænse.

## Historie
Roudnice nad Labem er en af de ældste tjekkiske byer. De første skriftlige omtaler af Roudnice er fra 1167 og 1176, men arkæologiske udgravninger i området bekræfter eksistensen af en forhistorisk bosættelse. Markedsbebyggelsen blev hurtigt økonomisk vigtig på grund af dens beliggenhed på den lusatiske vej, og i det 13. århundrede fik den bystatus.
I det 12. århundrede blev der bygget et romansk slot, der blev brugt som sommerresidens for ærkebiskopper og biskopper.
I 1333 beordrede biskop Jan af Dražice, at der skulle bygges en bro over Elben. Det var den første stenbro over Elben og den tredje stenbro i Bøhmen. I slutningen af det 14. århundrede blev den nye by Roudnice nad Labem bygget og sammen med den gamle bydel i Roudnice nad Labem omgivet af mure.
I 1421, under hussitterkrigene, blev Roudnice nad Labem erobret af Jan Žižka. Under hussitternes invasion blev det lokale kloster ødelagt og det blev aldrig genopbygget. Efter hussitterkrigene blev byen solgt flere gange, hvilket ikke gavnede dens udvikling. I 1603 blev det erhvervet af Lobkowicz-familien, og forblev under deres kontrol indtil 1945. Under deres styre blev byen genopbygget og udvidet. Under Trediveårskrigen blev Roudnice nad Labem brændt ned og revet ned af den svenske hær.
I det 19. århundrede blev Roudnice nad Labem det industrielle og økonomiske centrum i Podřipský-regionen på grund af flere nye fabrikker og jernbanen fra Prag til Dresden. Indtil 1918 var Roudnice – Raudnitz en del af Østrig-Ungarn, i distriktet af samme navn, en af de 94 Bezirkshauptmannschaften i Bøhmen.
Den første fodboldkamp i det østrig-ungarske imperium og i de tjekkiske lande fandt sted på holmen midt i Elben, der ligger i byens område, i 1887 (i 1892 ifølge nogle kilder). I 1910 blev den gamle stenbro ombygget til en ny stålbro.

## Seværdigheder
Det historiske centrum består af slotskomplekset og Karlspladsen ( Karlovo náměstí), Hus- pladsen ( Husovo náměstí), Purkyně- pladsen ( Purkyňovo náměstí) og Jan af Dražice-pladsen (náměstí Jana z Dražic). Rådhuset ligger på Karlspladsen. Det er en pseudo-renæssancebygning fra 1869.
Det gotiske vagttårn af sten er den eneste bevarede rest af den gamle bys befæstninger. Det er åbent for offentligheden som et udsigtstårn.
Kirkekomplekset er dannet af Jomfru Marias Fødselskirke og Augustinerklosteret. Klosteret blev bygget i 1333–1353. Kirken er en typisk tjekkisk gotisk bygning fra første halvdel af det 14. århundrede. Der ligger jernkilden, som byen har fået sit navn efter.

### Roudnice Slot
Roudnice Slot blev bygget i det 12. århundrede af Prags biskopper for at beskytte en vigtig handelsrute fra Prag til Øvre Lausitz langs Elben. I det 14. og 15. århundrede blev det genopbygget i gotisk stil og blev en populær sommerresidens for Prags biskopper. Der er en almindelig misforståelse, at Jan Hus blev ordineret til præst dér.
Slottet blev konfiskeret af den kommunistiske regering i 1948; den tjekkoslovakiske folkehær brugte bygningen til Vít Nejedlý militærmusikskole samt til administrative kontorer. Efter 1989 blev slottet restaureret til Lobkowicz-familien, som fortsatte med at leje slottet til skolen, indtil den lukkede i 2008. I 2009 gennemgik slottet større renoveringer, og det blev åbnet for offentligheden.
Slotsridehallen blev bygget i det 17. århundrede af Antonio della Porta. I dag huser det Gallery of Modern Art.

## eksterne links
- Officiel hjemmeside
- Roudnice nad Labem Arkiveret 4. marts 2023 hos  Wayback Machine – regional tourist portal